# Maria de Bahia
Maria de Bahia ist der Titel eines französischen Schlagers von Paul Misraki und André Hœnez aus dem Jahr 1948. Die Version von Ray Ventura entwickelte sich zu einem Welterfolg.

## Inhalt
In dem Lied geht es um die Sambatänzerin Maria, aus Bahia. Im französischen Refrain werden die Zeilen Ay ay ay, Maria immer wiederholt. Nach den Zeilen folgen die einzelnen Strophen, wie Elle avait le teint comme du satin. Im deutschen Text ist es ähnlich. In der Version von Danielle Mac und René Carol werden Sätze gesungen wie Jeder der dich tanzen sieht, träumt nur noch von Maria. Außerdem besteht die Version aus einem Wechselgesang zwischen Maria und René.

## Erfolg
Nachdem Paul Misraki und André Hœnez das Lied geschrieben hatten, wurde es von Ray Ventura 1948 aufgenommen. Das Lied entwickelte sich zu einem Welterfolg. Kurt Feltz, der auf der Suche nach neuen, unbekannten Sängern war, entdeckte 1949 René Carol. Die Polydor machte ihm einen Vertrag. Am 14. April 1949 nahm Carol seine erste Soloschallplatte auf. Kurt Feltz schrieb den französischen Text um. Begleitet wurde er im Lied von der Vokalsängerin Danielle Mac und Ernst Fischer mit seinen Solisten. Die deutsche Version entwickelte sich ebenfalls zu einem Erfolg.
Verpoorten setzte die Melodie ab Anfang der 60er Jahre in der Werbung für seinen Eierlikör ein.